# John Gordon (Posaunist)
John B. Gordon (* 30. Mai 1939 in New York City; † 2003) war ein amerikanischer Posaunist des Modern Jazz.

## Leben und Wirken
Gordon lernte das Posaunenspiel in der Schule und nahm später Privatstunden. Er begann in Rhythm-&-Blues-Bands, bevor er bei Lionel Hampton und bei Lloyd Price spielte. In den 1960er und 1970er Jahren arbeitete er in Broadwayorchestern, trat aber auch bei Clark Terry, Count Basie, Frank Foster, Charles Tolliver und Howard McGhee hervor. 1975 nahm er in Sextettbesetzung mit Charles Tolliver, Roland Alexander, Stanley Cowell, Lisle Atkinson und Andrew Cyrille sein Debütalbum Step By Step auf, das bei Strata-East Records erschien, gefolgt von Erotica Suite (1976), mit Waymon Reed, James Spaulding, John Miller (Keyboards), Lisle Atkinson und Frank Derrick. 1987 spielte er mit Al Grey bzw. Benny Powell und Fred Joiner und einer Rhythmusgruppe als Trombones Incorporated. Dann gründete er mit Grey, Lou Blackburn und Slide Hampton die Gruppe Trombones Unlimited, mit der er international auf Tourneen ging. Später entstand daraus der Trombone Summit. Er spielte auch mit Thilo Berg und ist auch auf Aufnahmen von Axel Zwingenberger mit Lionel Hampton und dessen Band (1982) zu hören. 1992 legte er bei Chiaroscuro Records das Album John Gordon Quartett vor, das er mit Kevin Hays, Scott Colley und Bill Stewart eingespielt hatte. Im Bereich des Jazz war er zwischen 1969 und 2001 an 21 Aufnahmesessions beteiligt, zuletzt mit dem Nancie Banks Orchestra, dem er seit den frühen 1990er-Jahren angehört hatte.
Andrew Cyrille widmete ihm das Stück „Proximity“.

## Diskographische Hinweise
- Step by Step (1975)
- Trombones Incorporated No Tricks, No Gimmicks
- Trombones Unlimited Live in Concert (1995)